# Martí Cifuentes
Martí Cifuentes Corvillo (Sant Cugat del Vallès, 7 luglio 1982) è un allenatore di calcio spagnolo, tecnico del Leicester City.

## Carriera
Ha iniziato ad allenare nel 2002, diventando il tecnico della formazione Under-19 del Sabadell. Ha mantenuto questo incarico per quattro anni, ricoprendo nel frattempo anche la carica di assistente allenatore della prima squadra durante il 2005-2006. Durante la stagione 2007-2008 ha allenato invece l'Under-19 del Terrassa.
Ha poi deciso di trasferirsi all'estero per migliorare la propria carriera, facendo esperienze da tirocinante all'interno dei settori giovanili di Ajax e Millwall.
Nell'estate del 2010 è tornato ad assumere la guida di una squadra giovanile catalana, l'Under-19 del Rubí, che ha guidato fino all'estate del 2013. Presso il club ha inoltre ricoperto i ruoli di assistente allenatore della prima squadra (dal 2011 al 2013) e di capo allenatore della prima squadra (dal 2013 al febbraio del 2014, mese in cui ha iniziato ad allenare il Sant Andreu in Segunda División B). Nell'annata 2015-2016 ha avuto un'altra parentesi nel campionato di Segunda División B, in quanto ingaggiato da L'Hospitalet.
Nel marzo del 2017 è stato chiamato dagli svedesi dell'AIK, inizialmente per aiutare i giocatori e gli allenatori delle squadre Under-16 e Under-19. Dal 2018 è stato spostato al ruolo di capo allenatore della squadra Under-19, ma ha lasciato il club nel maggio del 2018 quando ha accettato la proposta dei norvegesi del Sandefjord di diventare il loro nuovo capo allenatore della prima squadra.
Al momento del suo arrivo sulla panchina del Sandefjord, la squadra era ultima in Eliteserien con 5 punti ottenuti nelle prime 12 giornate. Nonostante a fine stagione non sia riuscito ad evitare l'ultimo posto, Cifuentes è stato confermato. Ha chiuso il campionato di 1. divisjon 2019 al secondo posto, riportando dunque il club nella massima serie al primo tentativo. Al termine della stagione 2020, invece, l'undicesimo posto nell'Eliteserien 2020 e la conseguente salvezza non gli sono bastati per ottenere il rinnovo contrattuale. La società ha specificato che alla base della decisione vi sono state ragioni economiche.
Cifuentes ha così proseguito la sua carriera in Danimarca, visto che il 28 dicembre 2020 è stato ufficialmente nominato nuovo allenatore dell'Aalborg con un contratto fino al 30 giugno 2023. A fine stagione ha centrato la salvezza. Al 28 novembre 2021, prima della pausa invernale, i biancorossi occupavano il quarto posto in classifica.
Nel gennaio del 2022 gli svedesi dell'Hammarby hanno annunciato di aver sfruttato una clausola presente nel suo contratto con i danesi e lo hanno acquistato come nuovo capo allenatore. Grazie ad un inizio di campionato da cinque vittorie nelle prime cinque partite, Cifuentes è stato premiato come allenatore del mese di aprile dell'intera Allsvenskan, premio vinto anche nel mese di agosto. La squadra ha poi chiuso l'Allsvenskan 2022 al terzo posto.
Sul finire del campionato dell'anno seguente, il 30 ottobre, a poche ore dalla terzultima giornata dell'Allsvenskan 2023 poi pareggiata 2-2 in casa contro il Sirius, l'Hammarby ha reso noto che quella sarebbe stata l'ultima partita di Cifuentes sulla panchina biancoverde visto che la dirigenza ha accettato l'offerta degli inglesi del QPR con effetto praticamente immediato. Il tecnico spagnolo ha lasciato dunque il club svedese con un momentaneo sesto posto a due giornate dalla fine dell'Allsvenskan 2023. Al momento del suo arrivo al QPR, invece, la squadra occupava il penultimo posto della Football League Championship 2023-2024.

## Statistiche

### Statistiche da allenatore
Statistiche aggiornate al 18 novembre 2023.
| Stagione          | Squadra           | Campionato        | Campionato | Campionato | Campionato | Campionato | Coppe nazionali | Coppe nazionali | Coppe nazionali | Coppe nazionali | Coppe nazionali | Coppe continentali | Coppe continentali | Coppe continentali | Coppe continentali | Coppe continentali | Altre coppe | Altre coppe | Altre coppe | Altre coppe | Altre coppe | Totale | Totale | Totale | Totale | Vittorie % | Piazzamento    |
| Stagione          | Squadra           | Comp              | G          | V          | N          | P          | Comp            | G               | V               | N               | P               | Comp               | G                  | V                  | N                  | P                  | Comp        | G           | V           | N           | P           | G      | V      | N      | P      | %          | Piazzamento    |
| ----------------- | ----------------- | ----------------- | ---------- | ---------- | ---------- | ---------- | --------------- | --------------- | --------------- | --------------- | --------------- | ------------------ | ------------------ | ------------------ | ------------------ | ------------------ | ----------- | ----------- | ----------- | ----------- | ----------- | ------ | ------ | ------ | ------ | ---------- | -------------- |
| feb.-giu. 2014    | Sant Andreu       | SDB               | 13         | 5          | 2          | 6          | CR              | -               | -               | -               | -               | -                  | -                  | -                  | -                  | -                  | -           | -           | -           | -           | -           | 13     | 5      | 2      | 6      | 38,46      | Sub, 15°       |
| 2015-mar. 2016    | L'Hospitalet      | SDB               | 31         | 9          | 7          | 15         | -               | -               | -               | -               | -               | -                  | -                  | -                  | -                  | -                  | -           | -           | -           | -           | -           | 31     | 9      | 7      | 15     | 29,03      | Eson           |
| mag.-dic. 2018    | Sandefjord        | E                 | 18         | 3          | 9          | 6          | CN              | -               | -               | -               | -               | -                  | -                  | -                  | -                  | -                  | -           | -           | -           | -           | -           | 18     | 3      | 9      | 6      | 16,67      | Sub, 16° (ret) |
| 2019              | Sandefjord        | 1D                | 30         | 19         | 8          | 3          | CN              | 3               | 2               | 1               | 0               | -                  | -                  | -                  | -                  | -                  | -           | -           | -           | -           | -           | 33     | 21     | 9      | 3      | 63,64      | 2°, (prom)     |
| 2020              | Sandefjord        | E                 | 30         | 9          | 8          | 13         | -               | -               | -               | -               | -               | -                  | -                  | -                  | -                  | -                  | -           | -           | -           | -           | -           | 30     | 9      | 8      | 13     | 30,00      | 11°            |
| Totale Sandefjord | Totale Sandefjord | Totale Sandefjord | 78         | 31         | 25         | 22         |                 | 3               | 2               | 1               | 0               |                    | -                  | -                  | -                  | -                  |             | -           | -           | -           | -           | 81     | 33     | 26     | 22     | 40,74      |                |
| feb.-mag. 2021    | Aalborg           | SL                | 9+10+1     | 2+5+0      | 3+3+1      | 4+2+0      | CD              | 0               | 0               | 0               | 0               | -                  | -                  | -                  | -                  | -                  | -           | -           | -           | -           | -           | 20     | 7      | 7      | 6      | 35,00      | Sub, 7°        |
| lug.-nov. 2021    | Aalborg           | SL                | 17         | 8          | 4          | 5          | CD              | 3               | 2               | 0               | 1               | -                  | -                  | -                  | -                  | -                  | -           | -           | -           | -           | -           | 20     | 10     | 4      | 6      | 50,00      | Risoluz.       |
| Totale Aalborg    | Totale Aalborg    | Totale Aalborg    | 26+10+1    | 10+5+0     | 7+3+1      | 9+2+0      |                 | 3               | 2               | 0               | 1               |                    | -                  | -                  | -                  | -                  |             | -           | -           | -           | -           | 40     | 17     | 11     | 12     | 42,50      |                |
| 2022              | Hammarby          | A                 | 30         | 16         | 8          | 6          | SC+SC           | 6+1             | 5+1             | 1+0             | 0+0             | -                  | -                  | -                  | -                  | -                  | -           | -           | -           | -           | -           | 37     | 22     | 9      | 6      | 59,46      | 3°             |
| gen.-ott. 2023    | Hammarby          | A                 | 28         | 11         | 9          | 8          | SC+SC           | 5+1             | 4+1             | 0+0             | 1+0             | UECL               | 2                  | 0                  | 1                  | 1                  | -           | -           | -           | -           | -           | 36     | 16     | 10     | 10     | 44,44      | Risoluz.       |
| Totale Hammarby   | Totale Hammarby   | Totale Hammarby   | 58         | 27         | 17         | 14         |                 | 13              | 11              | 1               | 1               |                    | 2                  | 0                  | 1                  | 1                  |             | -           | -           | -           | -           | 73     | 38     | 19     | 16     | 52,05      |                |
| nov. 2023-2024    | QPR               | FLC               | 32         | 13         | 9          | 10         | FACup+CdL       | 1+0             | 0+0             | 0+0             | 1+0             | -                  | -                  | -                  | -                  | -                  | -           | -           | -           | -           | -           | 33     | 13     | 9      | 11     | 39,39      | Sub, 18°       |
| 2024-2025         | QPR               | FLC               | 46         | 14         | 14         | 18         | FACup+CdL       | 1+3             | 0+2             | 0+0             | 1+1             | -                  | -                  | -                  | -                  | -                  | -           | -           | -           | -           | -           | 50     | 16     | 14     | 20     | 32,00      | 15°            |
| Totale QPR        | Totale QPR        | Totale QPR        | 78         | 27         | 23         | 28         |                 | 5               | 2               | 0               | 3               |                    | -                  | -                  | -                  | -                  |             | -           | -           | -           | -           | 83     | 29     | 23     | 31     | 34,94      |                |
| 2025-2026         | Leicester City    | FLC               | 0          | 0          | 0          | 0          | FACup+CdL       | 0               | 0               | 0               | 0               | -                  | -                  | -                  | -                  | -                  | -           | -           | -           | -           | -           | 0      | 0      | 0      | 0      | —          |                |
| Totale carriera   | Totale carriera   | Totale carriera   | 295        | 114        | 85         | 96         |                 | 24              | 17              | 2               | 5               |                    | 2                  | 0                  | 1                  | 1                  |             | -           | -           | -           | -           | 321    | 131    | 88     | 102    | 40,81      |                |